# توني تومسون (ملاكم)
توني تومسون (بالإنجليزية: Tony Thompson)‏ مواليد 18 أكتوبر 1971 في الولايات المتحدة، هو ملاكم أمريكي يصنف ضمن فئة الوزن الثقيل بدأ مسيرته الاحترافية سنة 2000 حيث انتصر في نزاله الأول.

## المسيرة الاحترافية
من نزالاته:
- انتصر على أودلانير سوليس (27-02-2015).
- خسر أمام كارلوس تاكم (06-06-2014).
- انتصر على أودلانير سوليس (22-03-2014).
- خسر أمام فلاديمير كليتشكو بالضربة الفنية القاضية (07-07-2012).
- انتصر على موريس هاريس بالضربة الفنية القاضية (26-05-2011).
- انتصر على أوين بيك بالضربة الفنية القاضية (16-04-2010).
- انتصر على تشاز ويذرسبون بالضربة الفنية القاضية (05-12-2009).
- خسر أمام فلاديمير كليتشكو بالضربة القاضية (12-07-2008).
- انتصر على كليف كوسر بالضربة الفنية القاضية (27-09-2007).
- انتصر على دومينيك جوينن (28-06-2006).

## إحصائيات
خاض خلال مسيرته 47 نزالا، فاز في 40 ولم يتعادل وخسر في 7. فاز بالضربة القاضية في 27 نزالا.

## روابط خارجية
- توني تومسون على موقع بوكس ريك (الإنجليزية) (registration required)